# Cyclocross-Weltmeisterschaften/Mixed-Staffel
Die Mixed-Staffel ist ein Wettbewerb für Nationalmannschaften bei den Cyclocross-Weltmeisterschaften. Sie wurde nach dem Vorbild der schon länger etablierten Cross-Country-Staffel im Mountainbikesport eingeführt.
Die Mixed-Staffel besteht aus drei Männern und drei Frauen, die die bei der WM vertretenen Altersklassen repräsentieren: Elite, U23 und Junioren. Elite- und U23-Fahrer können durch einen Vertreter der jüngeren Altersklasse ersetzt werden. Jeder Fahrer legt eine Runde des Parcours zurück und übergibt durch Abschlag. Die Reihenfolge der Fahrer und Fahrerinnen wird von den Teams festgelegt.
2022 wurde zunächst ein Test-Wettbewerb durchgeführt mit nur vier Vertretern pro Mannschaft. Diese zählte nicht als Weltmeisterschaft, es fand zwar eine Siegerehrung statt, aber ohne Vergabe von Medaillen und Titeln. Daher konnten die USA und Kanada ausnahmsweise mit je zwei Mannschaften antreten. Aufgrund des erfolgreichen Tests wurde die offizielle Einführung der Staffel im WM-Programm 2023 beschlossen.

## Palmarès
Test-Wettbewerb
| Jahr | Austragungsort | Erster                                                             | Zweiter                                                                      | Dritter                                                       |
| ---- | -------------- | ------------------------------------------------------------------ | ---------------------------------------------------------------------------- | ------------------------------------------------------------- |
| 2022 | Fayetteville   | Italien Samuele Leone Silvia Persico Lucia Bramati Davide Toneatti | Vereinigte Staaten A Eric Brunner Katie Clouse Clara Honsinger Scott Funston | Belgien Daan Soete Kiona Crabbé Alica Franck Niels Vandeputte |

Weltmeisterschaften
| Jahr | Austragungsort | Gold | Silber | Bronze |
| ---- | -------------- | --- | --- | --- |
| 2023 | Hoogerheide    | Niederlande Tibor Del Grosso Guus van den Eijnden Lauren Molengraaf Leonie Bentveld Fem van Empel Ryan Kamp | Großbritannien Zoe Bäckstedt Joseph Blackmore Cat Ferguson Alfie Amey Anna Kay Thomas Mein                  | Belgien Antoine Jamin Julie Brouwers Joran Wyseure Marion Norbert-Riberolle Xaydee Van Sinaey Laurens Sweeck  |
| 2024 | Tábor          | Frankreich Rémi Lelandais Martin Groslambert Célia Gery Lauriane Duraffourg Hélène Clauzel Aubin Sparfel    | Großbritannien Zoe Bäckstedt Corran Carrick-Anderson Cat Ferguson Oscar Amey Anna Kay Cameron Mason         | Belgien Arthur Van Den Boer Ward Huybs Shanyl De Schoesitter Julie Brouwers Sanne Cant Michael Vanthourenhout |
| 2025 | Liévin         | Großbritannien Zoe Bäckstedt Milo Wills Maia Roche Oscar Amey Cat Ferguson Thomas Mein                      | Italien Mattia Agostinacchio Gioele Bertolini Giorgia Pellizotti Lucia Bramati Sara Casasola Stefano Viezzi | Frankreich Jules Simon Florian Fery Célia Gery Zélie Lambert Hélène Clauzel Joshua Dubau                      |

## Medaillenspiegel
Enthalten sind ausschließlich die Resultate der offiziellen Weltmeisterschaften.
| Platz  | Land           | Gold | Silber | Bronze | Gesamt |
| ------ | -------------- | ---- | ------ | ------ | ------ |
| 1      | Großbritannien | 1    | 2      | 0      | 3      |
| 2      | Frankreich     | 1    | 0      | 1      | 2      |
| 3      | Niederlande    | 1    | 0      | 0      | 1      |
| 4      | Italien        | 0    | 1      | 0      | 1      |
| 5      | Belgien        | 0    | 0      | 2      | 2      |
| Gesamt | Gesamt         | 3    | 3      | 3      | 9      |